# اندیشه ابن سینا
پیش از گزارش و بررسی آراء و اندیشه‌های ابن سینا توجه به منابعی که به گونه ای خاستگاه دیدگاه‌ها و نظریه‌های ابن سینا است، سودمند و بلکه لازم است. به گواهی سرگذشت ابن سینا و عناوین تألیفات او و نیز محتوای آن‌ها، می‌توان منابع ذیل را برای اندیشه ابن سینا برشمرد:

## آثار یونانی و اسکندرانی، به ویژه آثار ارسطو و شارحان او
افزون بر آنکه ابن سینا آثار افلاطون، ارسطو، اقلیدس، بطلمیوس، اسکندر افرودیسی و فرفوریوس و … را به تنهایی یا نزد استاد خوانده بود، در تألیفات خود از آنها فراوان استفاده کرده‌است. عناوین کتب فلسفی ابن سینا و حتی برخی فصل‌های آن‌ها متأثر از آثار ارسطو و شارحان اوست. او گرچه افلوطین را از ارسطو متمایز نساخته بود، از طریق اثولوجیا که آن را به اشتباه به ارسطو منسوب می‌کردند، ولی در واقع فشرده‌ای از تاسوعات افلوطین بود، از او نیز بهره‌های فراوان برده‌است. گرچه استفاده‌های ابن سینا از آثار فیلسوفان یونانی و یونانی مآب پیش از اسلام چشمگیر است، نباید فراموش کرد که او به تکرار آراء آنان بسنده نکرده، بل افزون بر آنکه تقریرهای تازه ای از بسیاری مباحث آنها به دست داده‌است، به اصلاح و تکمیل آنها پرداخته و ابتکارات پرشماری نیز داشته‌است.

## فیلسوفان مسلمان متقدم، به ویژه فارابی و اخوان الصفا
ابن سینا افزون بر آنکه با آثار فیلسوفان یونانی و اسکندرانی و احیاناً سریانی سروکار داشته‌است، با روایت اسلامی آنها و نیز دستاوردهای جدید فیلسوفان مسلمان که کوشیدند فلسفه یونانی را در پرتو معارف اسلامی بازسازی کنند آشنا بود. اعتراف ابن سینا به تأثیر فارابی بر او در فهم مابعدالطبیعة ارسطو، و نیز آگاهی او از آراء اخوان الصفا از طریق پدرش را که با داعیان اسماعیلی مراوده داشت، پیشتر ملاحظه کردیم. بوعلی همچنین با ابوریحان بیرونی مکاتباتی داشته و از محمدبن زکریای رازی نیز یاد کرده‌است.

## متکلمان مسلمان
منازعات کلامی و دستاوردهای مثبت و منفی آن، که در قرن سوم به اوج خود رسیده بود، نمی‌تواند از ذهن اندیشه‌ورزی مانند ابن سینا دور مانده باشد. افزون بر توجه چشمگیر ابن سینا به الهیات بالمعنی الاخص، به ویژه اثبات ذات و صفات باری، نقد بر آراء متکلمان در موضوعاتی مانند اعاده معدوم، ملاک نیازمندی موجودات به واجب الوجود، حدوث یا قدم عالم و معاد جسمانی از توجه این فیلسوف به آراء کلامی حکایت دارد.

## عرفا و متصوفه
در آثار ابن سینا رساله‌هایی یافت می‌شود که از دغدغه‌های عرفانی او حکایت دارد و در عین حال گواه آشنایی او با عرفا و متصوفه عصر اوست. می‌گویند او با برخی صوفیان زمانش ملاقات و مکاتبه داشته‌است. رساله‌هایی مانند:
- حی بن یقظان
- رسالة الطیر و معراج نامه
- نمط نهم و دهم کتاب الاشارات و التنبیهات

## قرآن و سنت
مهم‌ترین منبع اندیشه‌های ابن سینا که سبب شده او فیلسوفی اسلامی شناخته شود، قرآن و روایات است. البته باید توجه داشت که از استفاده یک فیلسوف از قرآن و سنت و معارف اسلامی سخن می‌گوییم؛ چه، فیلسوف از آن رو که فیلسوف است به تقلید، تکرار و تعبد محض به آیات قرآن و روایت منقول از معصوم نمی‌پردازد، بلکه به تفکر دربارهٔ آن و عقلانی کردن آنها می‌پردازد و به همین روست که وقتی ابن سینا به تأمل فلسفی در باب معارف دینی می‌نشیند، احیاناً به دستاوردهای انتزاعی و عجیبی می‌رسد. دیدگاه‌های ابن سینا در باب مسائلی همچون تمییز وجود از ماهیت، تقسیم موجودات به ممکن و واجب، معاد و ثواب و عقاب، نبوت، واجب الوجود و صفات او (به ویژه برهان صدیقین) شاهد استفاده او از آیات و روایات است. بوعلی علم آموزی را با حفظ و آموختن قرآن و فقه (شریعت) آغاز کرده‌است. افزون بر این، در آثار او تفسیر سوره‌هایی از قرآن کریم یافت می‌شود و همچنین وی در موضوعاتی اسلامی مانند دعا، زیارت، معجزه، نماز، قَدَر و ذکر قلم زده‌است که همگی توجه ذهنی و فلسفی این اندیشه ورز را به معارف اسلامی نشان می‌دهد. او در برخی آثار فلسفی خود به آیات قرآن اشاره کرده‌است، مثلاً پس از اثبات وجود خدا و صفات او در کتاب الاشارات یا پس از اثبات صفت حق برای واجب الوجود در الهیات شفا.
محض نمونه، عبارتی از شفا را در این مقام نقل می‌کنیم و سپس چند روایتی را که در مجامع روایی آمده‌است بازمی‌خوانیم. مقایسه این دو، تأثر ابن سینا را از معارف اسلامی به روشنی نشان می‌دهد:

ابن سینا می‌گوید:
«فقد وضح ان الاول لا جنس له، و لا ماهیة له، و لا کیفیة له، و لا کمیة له، و لا این له، و لا متی له، و لا ندّ له، و لا شریک له، و لا ضدّ له، تعالی و جلّ و انه لا حدّ له، و لا برهان علیه، بل هو البرهان علی کل شیء، بل انّماعلیه الدلائل الواضحة، و انّه اذا حققته فانّما یوصف بعد الانیة بسلب المشابهات عنه، بایجاب الاضافات کلّها الیه، فانّ کلّ شیء منه و لیس هو مشارکاً لما منه، و هو مبدأ کل شیءٍ و لیس هو شیئاً من الاشیاء بعد» 
در کتاب بحار الانوار آمده:
«قال الاعرابی و ما معرفة الله حق معرفته قال (رسول‌الله صل الله علیه و آله): تعرفه بلا مثل و لا شبه و لا ندّ و أنه واحد احد ظاهر باطن اوّل آخر لا کفو له و لا نظیر فذلک حق معرفته».
و همچنین در کتاب التوحید شیخ صدوق نیز نقل شده‌است:
«قال الباقر علیه السلام: الله معناه المعبود الّذی اله الخلق عن درک ماهیته و الاحاطة بکیفیته».